# Plectrachne
Plectrachne és un gènere de plantes de la subfamília de les cloridòidies, família de les poàcies originari d'Austràlia. El nom del gènere deriva del grec plektron (esperó o punta de llança) i d'achne (palla), al·ludint a les rígides lemes.

## Taxonomia
- Plectrachne aristiglumis
- Plectrachne bromoides
- Plectrachne bunglensis
- Plectrachne bynoei C.E.Hubb. 1941
- Plectrachne caroliniana
- Plectrachne contorta
- Plectrachne danthonioides
- Plectrachne desertorum
- Plectrachne dielsii
- Plectrachne drummondii
- Plectrachne helmsii
- Plectrachne melvillei
- Plectrachne mollis
- Plectrachne pungens (R.Br.) C.E.Hubb. 1939
- Plectrachne rigidissima (Pilg.) C.E.Hubb. 1939
- Plectrachne salina
- Plectrachne schinzii Henrard 1929
- Plectrachne uniaristata